# Emai-Iuleha-Ora jezik
Emai-Iuleha-Ora jezik (ivbiosakon, kunibum; ISO 639-3: ema), jedan od tri značajnija jezika skupine edoid, podskupine edo-esan-ora, kojim govori oko 100 000 ljudi u nigerijskoj državi Edo, Owan LGA.
Uči se u osnovnim školama i piše na latinici. Postoje četiri dijalekta, ivhimion, emai, iuleha i ora.

## Vanjske poveznice
- Ethnologue (14th)
- Ethnologue (15th)